# Charaxes michelae
Charaxes michelae är en fjärilsart som beskrevs av Jacques Plantrou 1980. Charaxes michelae ingår i släktet Charaxes och familjen praktfjärilar. Inga underarter finns listade i Catalogue of Life.